# Marouane Chamakh
Marouane Chamakh (ar. مروان شماخ, wym. [mrˤuːaːn ʃmaːx]; wymowa francuska: [maʁuˈan ʃaˈmak]; ur. 10 stycznia 1984 w Tonneins) – piłkarz francuski pochodzenia marokańskiego występujący na pozycji napastnika.

## Kariera klubowa

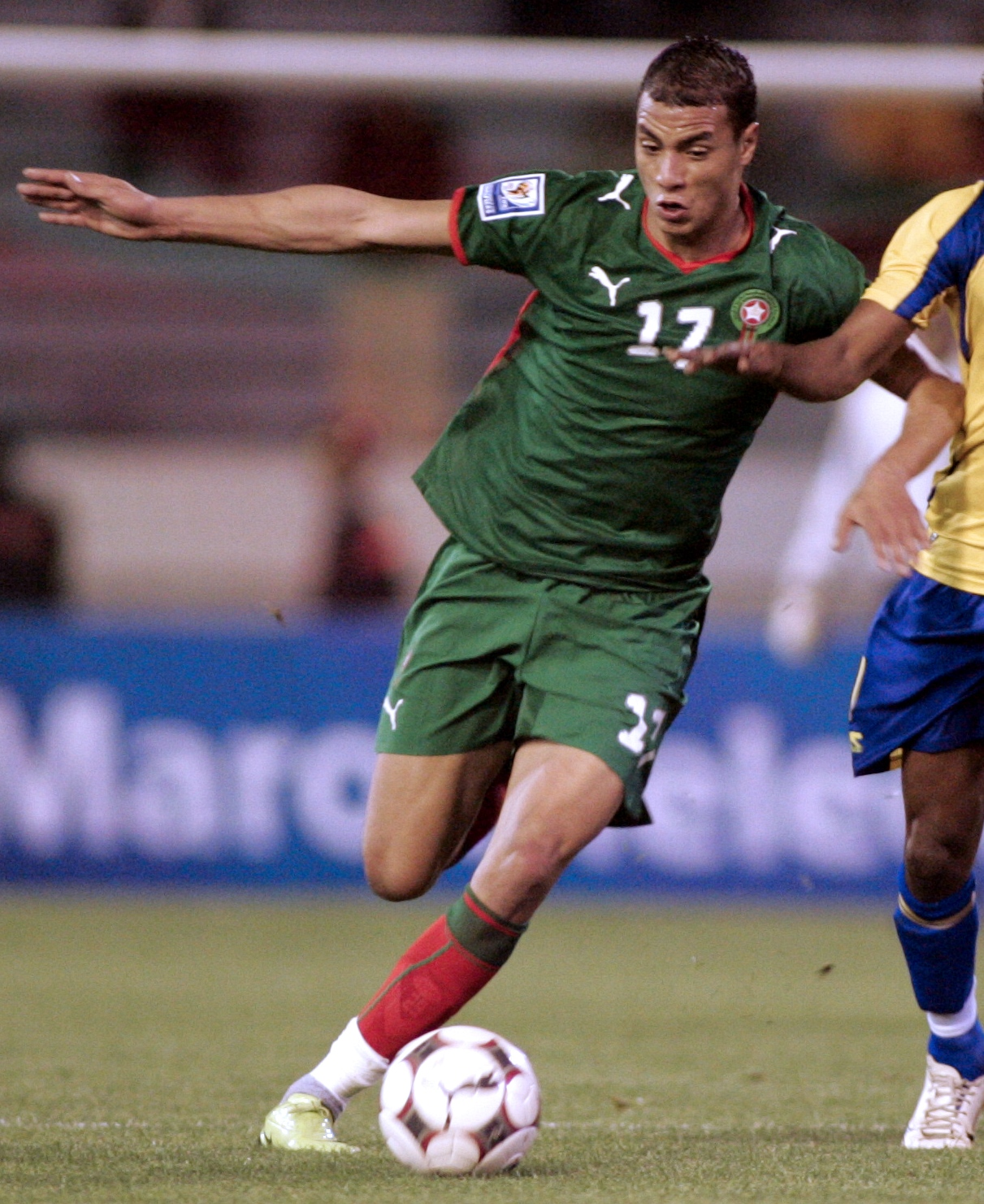
Marouane Chamakh, podczas występu w reprezentacji Maroka w 2009

### Wczesne lata i Girondins Bordeaux
Marouane Chamakh jest wychowankiem klubu FC Marmandais. W wieku 16 lat przyjął ofertę dołączenia do szkółki Girondins Bordeaux, gdzie początkowo występował w rezerwach. Oficjalny debiut w barwach swojego zespołu zanotował 19 stycznia 2003 w spotkaniu Pucharu Ligi Francuskiej przeciwko FC Metz. W Ligue 1 zadebiutował natomiast 8 lutego w przegranym 0:2 pojedynku z Bastią. Do końca sezonu 2002/2003 Chamakh rozegrał w lidze 10 meczów, wszystkie w roli rezerwowego. Strzelił w nich 1 gola, 20 maja w zremisowanym 1:1 spotkaniu przeciwko Nicei.
Podczas rozgrywek 2003/2004 Chamakh grywał już znacznie częściej, bowiem latem z Bordeaux odeszli Pedro Pauleta i Christophe Dugarry. W Ligue 1 rozegrał 25 meczów, w tym 18 w pierwszym składzie i zdobył 6 bramek. 14 kwietnia 2004 Chamakh strzelił hat-tricka w zwycięskim 5:1 meczu z Niceą. Marokańczyk na stałe został podstawowym zawodnikiem swojego klubu, a w linii ataku miał okazję grać u boku takich piłkarzy jak Lilian Laslandes, Edixon Perea i Fernando Cavenaghi.

### Arsenal
21 maja 2010 Chamakh został zawodnikiem londyńskiego Arsenalu, do którego przeszedł na zasadzie wolnego transferu. Zadebiutował w nim 17 lipca w przedsezonowym spotkaniu towarzyskim przeciwko drużynie Barnet. 10 dni później strzelił swoją pierwszą bramkę dla Arsenalu w zwycięskim 4:0 meczu z austriackim SC Neusiedl. Następnie Chamakh wziął udział w Emirates Cup, podczas którego zdobył gola w pojedynku z Milanem. W Premier League Marokańczyk zadebiutował 15 sierpnia w zremisowanym 1:1 spotkaniu przeciwko Liverpoolowi. 21 sierpnia strzelił bramkę w wygranym 6:0 meczu ligowym z Blackpool.

### West Ham United
4 stycznia 2013 roku Chamakh został wypożyczony do West Ham United do końca sezonu 2012/2013.

### Crystal Palace
10 sierpnia 2013 roku menedżer Crystal Palace Ian Holloway potwierdził pozyskanie Chamakha, który podpisał roczny kontrakt z beniaminkiem Premier League. 11 lipca 2014 roku podpisał z klubem nowy 2-letni kontrakt.

## Kariera reprezentacyjna
Chamakh miał do wyboru reprezentowanie 2 krajów – Francji i Maroka. W 2003 wystąpił w meczu reprezentacji Francji do lat 19, jednak ostatecznie zdecydował się na grę dla Maroka. W tamtejszej drużynie narodowej zadebiutował 8 czerwca 2003 podczas meczu z Sierra Leone. W późniejszym czasie 3 razy grał z nią w rozgrywkach Pucharu Narodów Afryki. W 2004 zdobył z nią srebrny medal, a sam na turnieju strzelił 2 gole: w meczu grupowym z Beninem (4:0) i w ćwierćfinałowym spotkaniu z Algierią (3:1). W 2006 Maroko odpadło z Pucharu Narodów Afryki już w rundzie grupowej nie zdobywając w 3 pojedynkach żadnej bramki. Przez pierwszą rundę Chamakh wraz ze swoją reprezentacją nie przebrnął również w 2008, kiedy to podopieczni Henriego Michela zajęli 3. miejsce w swojej grupie.

## Statystyki
Stan na 15 stycznia 2015
| Sezon     | Klub               | Kraj    | Liga           | Mecze | Gole |
| --------- | ------------------ | ------- | -------------- | ----- | ---- |
| 2002/2003 | Girondins Bordeaux | Francja | Ligue 1        | 10    | 1    |
| 2003/2004 | Girondins Bordeaux | Francja | Ligue 1        | 25    | 6    |
| 2004/2005 | Girondins Bordeaux | Francja | Ligue 1        | 33    | 10   |
| 2005/2006 | Girondins Bordeaux | Francja | Ligue 1        | 29    | 7    |
| 2006/2007 | Girondins Bordeaux | Francja | Ligue 1        | 29    | 5    |
| 2007/2008 | Girondins Bordeaux | Francja | Ligue 1        | 32    | 4    |
| 2008/2009 | Girondins Bordeaux | Francja | Ligue 1        | 34    | 13   |
| 2009/2010 | Girondins Bordeaux | Francja | Ligue 1        | 38    | 10   |
| 2010/2011 | Arsenal            | Anglia  | Premier League | 29    | 7    |
| 2011/2012 | Arsenal            | Anglia  | Premier League | 11    | 1    |
| 2012/2013 | Arsenal            | Anglia  | Premier League | 0     | 0    |
| 2012/2013 | West Ham United    | Anglia  | Premier League | 3     | 0    |
| 2013/2014 | Crystal Palace     | Anglia  | Premier League | 32    | 5    |
| 2014/2015 | Crystal Palace     | Anglia  | Premier League | 18    | 2    |
| 2015/2016 | Crystal Palace     | Anglia  | Premier League | 10    | 0    |